# 巴特勒-福尔默方程
巴特勒–福尔默方程（英語：Butler–Volmer equation），也称为埃爾第-格魯兹–福爾默方程（Erdey-Grúz–Volmer equation），是电化学领域的一个最基本的动力学关系。它描述了电极上的电流如何随电极电势变化，考虑到陰極方向（cathodic）和陽極方向（anodic）的反应会出现在同一个电极上：
{\displaystyle j=j_{0}\cdot \left\{\exp \left[{\frac {\alpha _{a}zF}{RT}}(E-E_{eq})\right]-\exp \left[-{\frac {\alpha _{c}zF}{RT}}(E-E_{eq})\right]\right\}}
或者更紧凑地写为：
{\displaystyle j=j_{0}\cdot \left\{\exp \left[{\frac {\alpha _{a}zF\eta }{RT}}\right]-\exp \left[-{\frac {\alpha _{c}zF\eta }{RT}}\right]\right\}}
其中：

上图是电流密度对过电位η的函数图，其中阳极方向和阴极方向电流密度为 j_{a} 和 j_{c}，α=α_{a}=α_{c}=0.5，j_{0} = 1 mAcm^{-2 }（接近铂和钯的值）。下图是对数尺度的图，在不同的α取值下。

- {\displaystyle j}：电极的电流密度，A/m2（定义为 i = I/A ）
- {\displaystyle j_{o}}：交换电流密度（英语：exchange current density），A/m2
- {\displaystyle E}：电极电势，V
- {\displaystyle E_{eq}}：平衡态电势，V
- {\displaystyle T}：热力学温度，K
- {\displaystyle z}：该电极反应中涉及的电子数目
- {\displaystyle F}：法拉第常数
- {\displaystyle R}：氣體常數
- {\displaystyle \alpha _{c}}：正极（阴极）方向电荷传递系数，无量纲
- {\displaystyle \alpha _{a}}：负极（阳极）方向电荷传递系数，无量纲
- {\displaystyle \eta }：活化過電位（定义为 {\displaystyle \eta =(E-E_{eq})} ）。

右边的图展示了{\displaystyle \alpha _{a}=1-\alpha _{c}}的情况。
该方程的名字是为了纪念化学家约翰·阿尔弗雷德·瓦伦丁·巴特勒和马克斯·福尔默。

## 质量传递的控制
当某个电极反应是被该电极的电荷传递（而不是被电极表面与主体电解质之间的质量传递）控制时，以上的巴特勒-福尔默公式的形式是有效的。尽管如此，巴特勒-福尔默公式在电化学中的使用十分广泛，并且常常被认为是“电极动力学现象的核心”。
在电流接近极限的区间，也即电极反应过程受质量传递（传质）控制时，电流密度的值为：
{\displaystyle i_{\text{limiting}}={\frac {zFD_{eff}}{\delta }}C^{*}}
其中： 
- Deff 是有效扩散系数（已考虑可能存在的迂曲度（英语：tortuosity））；
- δ 是扩散层的厚度（扩散距离）；
- C* 是电活性物质（限制反应速率的物质）在电解质主体体积的浓度。

更一般地，考虑质量传递的影响，Butler-Volmer方程可以写成：
{\displaystyle i=i_{0}\left\{{\frac {C_{o}(0,t)}{C_{o}^{*}}}\exp \left[{\frac {\alpha _{a}nF\eta }{RT}}\right]-{\frac {C_{r}(0,t)}{C_{r}^{*}}}\exp \left[-{\frac {\alpha _{c}nF\eta }{RT}}\right]\right\}}
其中
- i 是电流密度，A/m2,
- Co 和 Cr 分别是待氧化和待还原的物质的浓度，
- C(0,t)是依赖于时间的浓度，与表面零距离。

上述的形式被简化为传统（本文顶部的）形式，当活性物质的表面浓度和主体体积浓度相等时。

## 极限情况
在两种极限情况下，巴特勒-福尔默公式有如下形式：
- 低过电势区间（即当 E≈Eeq 时；此时称为“极化电阻”），巴特勒-福尔默公式简化为：

{\displaystyle i=i_{0}{\frac {zF}{RT}}(E-E_{eq})};
- 高过电势区间，此时巴特勒-福尔默方程简化为塔菲尔方程：

对阴极方向的反应，{\displaystyle E-E_{eq}=a_{c}-b_{c}\log(i)}，当 E<<Eeq 时
对阳极方向的反应，{\displaystyle E-E_{eq}=a+b\log(i)} ，当 E>>Eeq 时
其中a和b是常量（对于某反应、在某温度下），被称为塔菲尔方程常数。对于阴极方向和阳极方向的反应过程，a和b的理论值是不同的。